# Mușchiul deltoid

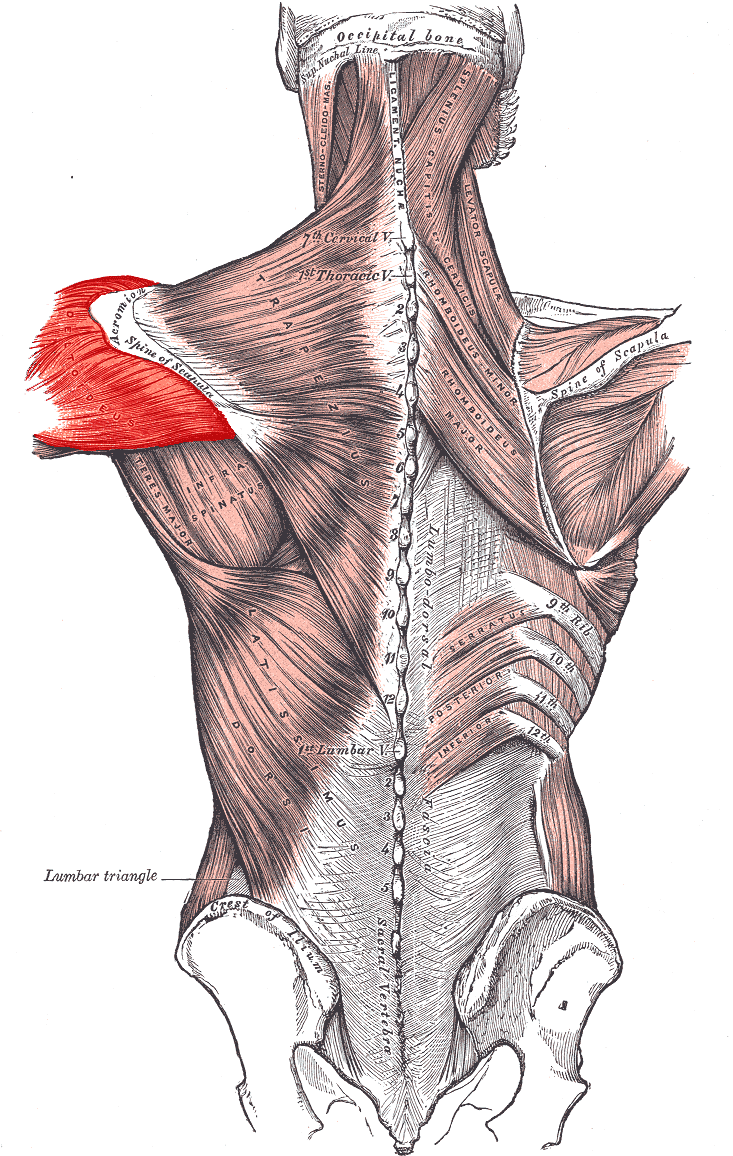
Mușchiul deltoid văzut posterior (în roșu)

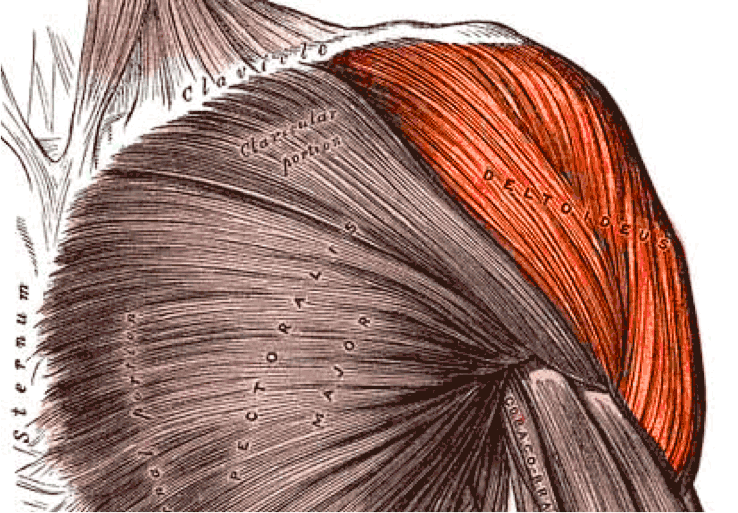
Mușchiul deltoid văzut anterior (în roșu)

Porțiunile mușchiului deltoid:
roșu - porțiunea claviculară sau anterioară
verde - porțiunea acromială sau mijlocie
albastru - porțiunea spinală sau scapulară sau posterioară

Mușchiul deltoid (Musculus deltoideus) este un mușchi așezat în regiunea umărului, fiind situat imediat sub piele.  Este cel mai superficial și mai voluminos dintre mușchii umărului. Are formă triunghiulară, cu baza în sus și vârful în jos,  și acoperă articulația scapulohumerală anterior, posterior, superior și lateral. El dă forma rotunjită și puternică a umărului, formând în partea laterală relieful lui. Este un mușchi cărnos, gros cu fibrele convergente inferior.

## Inserții
După origine și direcția fibrelor mușchiul deltoid este format din trei porțiuni: porțiunea claviculară sau anterioară (Pars clavicularis musculi deltoidei); porțiunea acromială sau mijlocie (Pars acromialis musculi deltoidei); porțiunea spinală sau scapulară sau posterioară (Pars spinalis musculi deltoidei sau Pars scapularis musculi deltoidei). La om se distinge numai limita dintre porțiunea claviculară și spinală, fiecare din ele primind câte o ramură nervoasă separată, dar distincția netă a celor trei porțiuni musculare nu apare decât la primatele inferioare, la lemurieni fiind cea mai evidentă.
Inserția superioară se face corespunzător celor trei porțiuni ale sale:
- porțiunea claviculară se inserează pe treimea laterală a marginii anterioare a claviculei (prin fibre tendinoase și fibre musculare);
- porțiunea acromială se inserează pe marginea laterală a acromionului (prin mici aponevroze);
- porțiunea spinală sau scapulară se inserează pe buza inferioară a marginii posterioare a spinei scapulei (printr-o aponevroză triunghiulară) și fascia infraspinată (Fascia infraspinata).

De la origine, fasciculele musculare coboară spre humerus în felul următor: porțiunea claviculară oblic dinainte înapoi; porțiunea acromială vertical; iar porțiunea spinală oblic dinapoi înainte. 
Toate cele trei porțiuni converg inferior spre un tendon triunghiular puternic ce se inserează pe tuberozitatea deltoidiană a humerusului, fiind delimitat de mușchiul pectoral mare prin șanțul deltopectoral.
Inserția deltoidului pe humerus are loc sub cea a pectoralului mare, fapt cu importanță în deplasarea capetelor osoase în caz de fractură a diafizei humerale situată deasupra tuberozității deltoidiene. Fragmentul osos inferior se deplasează în sus fiind tras de mușchiul deltoid, iar fragmentul osos superior este tras medial de pectoralul mare.

## Raporturi
Fața superficială a mușchiului deltoid este acoperită de fascie și piele. 
Fața profundă a mușchiului deltoid acoperă articulația scapulohumerală și tendoanele mușchilor care înconjură această articulație: înapoi, mușchiul infraspinos, mușchiul rotund mic, mușchiul rotund mare și capul lung al mușchiului triceps; înainte, mușchiul supraspinos, mușchiul subscapular, mușchiul biceps, mușchiul coracobrahial și mușchiul pectoral mare. 
Marginea posterioară a mușchiului deltoid încrucișează mușchiul infraspinos, mușchiul rotund mare, mușchiul rotund mic și mușchiul triceps. 
Marginea anterioară a mușchiului deltoid delimitează cu marginea superioară a mușchiul pectoral mare spațiul deltopectoral sau șanțul deltopectoral (Sulcus deltoideopectoralis), prin care trece vena cefalică (Vena cephalica) și pe unde ajunge superficial în dreptul procesului coracoid, ramura acromială a arterei toracoacromiale (Ramus acromialis arteriae thoracoacromialis).
Vârful mușchiului deltoid se prinde pe tuberozitatea deltoidiană, iar baza răspunde liniei de inserție a trapezului.
La trecerea peste tuberculul mare al humerusului fața profundă a mușchiului deltoid este separată de articulația scapulohumerală prin bursa subdeltoidiană (Bursa subdeltoidea), care este constantă și comunică adesea cu bursa subacromială (Bursa subacromialis), aflată între acromion și ligamentul coracoacromial, pe de o parte, și capsula articulației, pe de altă parte. Inflamația acestor două burse (bursită) poate duce la o limitare a mișcărilor.

## Inervație
Inervația este asigurată de nervul axilar (Nervus axillaris), ramură din trunchiul secundar posterior al plexului brahial (neuromerul C5—C6).

## Acțiune
Are o acțiune complexă. Sunt posibile contracții separate ale celor trei grupe de porțiuni a deltoidului, precum și ale mușchiului în ansamblu. 
Porțiunea claviculară flectează brațul, proiectându-l înainte, și-l rotește în interior, porțiunea spinală sau scapulară produce extensia brațului, proiectându-l înapoi, și-l rotește spre exterior, iar porțiunea acromială abduce brațul. 
Atunci când porțiunea claviculară și acromială acționează împreună ele produc o flexie a brațului și imprimă simultan și o mișcare de rotație internă a brațului. Acțiunea simultană a porțiunii claviculare și a celei scapulare imprimă mișcarea de abducție a brațului. Porțiunea acromială împreună cu porțiunea scapulară extinde de asemenea brațul.
Contracția totală a mușchiului prin acțiunea sinergică a celor trei porțiuni, produce abducția brațului. De fapt continuă abducția începută de mușchiul supraspinos. Abducția brațului dată de deltoid este până la 70° (nu depășește linia orizontala), restul mișcării de ridicare a brațului făcându-se prin bascularea scapulei.
În paralizia mușchiului deltoid, umărul este căzut, luând aspectul de "umăr în epolet", brațul atârnă flasc și balant de-a lungul trunchiului, iar capsula articulară este relaxată, ceea ce poate duce la luxații și subluxații ale humerusului în articulația umărului. 